# Nicunlauta (distrito)
Nicunlauta fue uno de los distritos que integró la subdelegación de San Fernando, en el antiguo departamento de San Fernando, provincia de Colchagua.
El territorio del distrito fue organizado por decreto del presidente José Joaquín Pérez Mascayano el 14 de agosto de 1867.

## Historia
El distrito, que ocupó el número 3.° de la subdelegación San Fernando, fue creado por decreto supremo del 14 de agosto de 1867, que divide el departamento de San Fernando en veinte subdelegaciones y numerosos distritos. El documento determina así sus límites:

Al norte, por el estero de Antivero, desde los cerros de Nicunlauta hasta la calle de Jiménez; al sur, por el río Tinguiririca, desde el camino de Nancagua hasta la puntilla del Mogote; al oeste, por el cordón de cerros que separa a la subdelegación por este lado; y al este, por el camino de Nancagua, y las calles del Quilo y de Jiménez, que lo separan de los distritos núms. 1, 2 y 5.

El Decreto con Fuerza de Ley N.° 8.583 del 30 de diciembre de 1927 redistribuye el territorio del departamento de San Fernando, y los distritos se suprimen.

## Administración
La administración del territorio estaba a cargo de un inspector, quien respondía a las órdenes del subdelegado, quien tenía la potestad de nombrarlos o removerlos dando cuenta al gobernador departamental.